# Warzyna
Warzyna (Warżyna, niem. Warsine)  – przysiółek wsi Księginice w Polsce, położony w województwie dolnośląskim, w  powiecie średzkim, w gminie Miękinia, tuż nad lewym brzegiem Odry.
W latach 1975–1998 przysiółek należał administracyjnie do województwa wrocławskiego.